# 6608 Davidecrespi
A 6608 Davidecrespi (ideiglenes jelöléssel 1991 VC4) a Naprendszer kisbolygóövében található aszteroida. Eleanor F. Helin fedezte fel 1991. november 2-án.